# Garji (Fariabe)
Garji (Gharji) é uma vila na província de Fariabe, no distrito de Coistão, situada no noroeste do Afeganistão.